# Takeshi Yasutoko

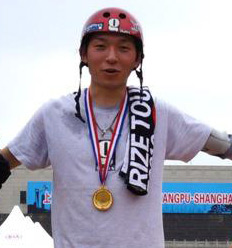
Takeshi Yasutoko (2012)

Takeshi Yasutoko (jap. 安床 武士 Yasutoko Takeshi; * 25. Juni 1986 in Osaka) ist ein japanischer Inline-Skater, der in der Halfpipe Weltruhm erlangte.
Als Sohn des berühmten Rollkunstläufers Yuki Yasutoko begann seine Skate-Karriere ungewöhnlich früh. Schon im Alter von 9 Jahren nahm er an Wettbewerben der Aggressive Skaters Association (ASA) teil. Yasutoko war der jüngste Teilnehmer, der je an den X-Games teilgenommen hat. Mit 16 Jahren gewann er dort zum ersten Mal die Goldmedaille. Seit 2003 belegten bei allen internationalen Halfpipe-Wettkämpfen entweder Takeshi oder aber sein älterer Bruder Eito Yasutoko den ersten Platz.
Yasutoko ist zurzeit der einzige Halfpipe-Skater, der einen Double Viking Flip (doppelter Salto um die Körpertiefenachse) erfolgreich steht. Daher bezeichnet man den Double Viking Flip als seinen „Signature Trick“.